# Florian Kainz (Softwareentwickler)
Florian Kainz (* 1969 in Garmisch-Partenkirchen) ist ein deutscher Informatiker, der mit vier Oscars für technische Verdienste im Bereich visueller Effekte ausgezeichnet wurde.

## Werdegang
Florian Kainz ist der Sohn eines Chefarztes in Garmisch-Partenkirchen. Während des Studiums der Informatik, das er von 1985 bis 1991 an der Universität München absolvierte, arbeitete Kainz ab 1987 bei Steiner-Film in München und Grünwald, wo er auch nach dem Abschluss 1991 blieb. 1994 war er kurzzeitig als Research-and-Development-Manager bei Twenty Five Frames in Singapur tätig.
1995 wechselte er zu Industrial Light & Magic in San Rafael (Kalifornien), wo er 19 Jahre in unterschiedlichen Positionen an visuellen Effekten arbeitete. Hier entwarf und entwickelte er auch OpenEXR. Kainz wurde zwischen 1997 und 2014 vier Mal mit einem Oscar für technische Verdienste ausgezeichnet. Ab 2014 arbeitete er bei Google in Mountain View und war dort bis September 2020 als Staff Software Engineer beschäftigt. Seit Oktober 2020 ist er Senior Computer Scientist bei Adobe.
Er ist verheiratet und hat zwei Kinder.

## Auszeichnungen
- 1997: Oscar für technische Verdienste:
 „To Jeffery Yost, Christian Rouet, David Benson, Florian Kainz for the development of a system to create and control computer generated fur and hair in motion pictures.“
- 2007: Oscar für technische Verdienste:[1][2][3]
 „To Florian Kainz for the design and engineering of OpenEXR, a software package implementing 16-bit, floating-point, high dynamic range image files.“
- 2010: Oscar für technische Verdienste:
 „To Florian Kainz for the design and development of the robust, highly scalable distributed architecture of the ObaQ render queue management system.“
- 2014: Oscar für technische Verdienste:[4]
 „To Florian Kainz, Jeffery Yost, Philip Hubbard and Jim Hourihan for the architecture and development of the Zeno application framework.“

## Filmografie: Visuelle Effekte (Auswahl)

Logo von Industrial Light & Magic

Alle visuellen Effekte entstanden bei Industrial Light & Magic.
- 1996: Twister[5]
- 1997: Special Edition: Das Imperium schlägt zurück[6]
- 1997: Special Edition: Die Rückkehr der Jedi-Ritter[7]
- 1998: Deep Impact
- 1999: Star Wars: Episode I – Die dunkle Bedrohung[8]
- 1999: Magnolia
- 2003: Timeline
- 2004: Lemony Snicket – Rätselhafte Ereignisse
- 2011: Super 8
- 2011: Cowboys & Aliens
- 2012: Battleship[9]